# 彦馬がゆく
『彦馬がゆく』（ひこまがゆく）は、三谷幸喜が東京サンシャインボーイズのために脚本を書き下ろした舞台劇。
三谷幸喜主催の劇団、東京サンシャインボーイズにおける初の時代劇。幕末の写真家・上野彦馬をモデルとした神田彦馬とその家族、そして幕末の志士たちが繰り広げるコメディ。

## キャスト
| 役名                   | 初演舞台版 （1990年） | 再演版 （1993年） | 再々演版 （2002年） |
| ---------------------- | --------------------- | ----------------- | ------------------- |
| 神田彦馬               | 小林隆                | 小林隆            | 小日向文世          |
| 神田菊                 | かんみほこ            | 斉藤清子          | 松金よね子          |
| 神田小豆               | 宮地雅子              | 宮地雅子          | 酒井美紀            |
| 神田金之介             | 水野裕子              | 伊藤俊人          | 筒井道隆            |
| 神田陽一郎             | 相島一之              | 相島一之          | 伊原剛志            |
| しのぶさん（しのさん） | 斉藤清子              | 西田薫            | 瀬戸カトリーヌ      |
| 桂小五郎               | 梶原善                | 梶原善            | 梶原善              |
| 坂本龍馬               | 西村雅彦              | 西村雅彦          | 松重豊              |
| 伊藤俊介               | 甲本雅裕              | 甲本雅裕          | 大倉孝二            |
| 近藤勇                 | 阿南健治              | 阿南健治          | 阿南健治            |
| 西郷吉之助             | 福島三郎              | 近藤芳正          | 温水洋一            |
| 高杉晋作               | 野仲功                | 野仲功            | 本間憲一            |

## 上演データ

### 初演
- 演出：三谷幸喜
- 1990年4月10日 - 15日（下北沢ザ・スズナリ）

### 再演
- 演出：三谷幸喜
- 1993年11月10日 - 19日（THEATER/TOPS）
- 同年11月22日 - 12月5日（紀伊國屋ホール）
- 同年12月8日 - 12日（上本町近鉄小劇場）

### 再々演
- 演出：三谷幸喜
- 2002年1月8日 - 2月3日（PARCO劇場）
- 同年2月9日 - 3月3日（シアター・ドラマシティ）
- 同年3月9日 - 3月31日（ル　テアトル銀座）